# ترفیلوفکا
ترفیلوفکا (انگلیسی: Trefilovka) یک شهرک در بخش راکیتیانسکی استان بلگورود کشور روسیه است.